# Monika Lindeman
Monika Lindeman (* 19. September 1985 in Espoo als Monika Kyrölä) ist eine finnische Schauspielerin.

## Leben und Karriere
Lindeman wuchs in der zweisprachigen Großstadt Espoo (schwedisch Esbo) in der Hauptstadtregion Helsinki auf. Ihre Muttersprache ist Finnisch; sie spricht auch fließend Schwedisch und Englisch. Sie hat einen Master-Abschluss in Theaterkunst. Außerdem absolvierte sie eine Schauspielausbildung an der schwedischsprachigen Fachhochschule im zweisprachigen Vaasa (Vasa).
Ihr Debüt gab sie 2012 in dem Film Pronounced Normal. Von 2015 bis 2023 war sie in der Serie Salatut elämät zu sehen. Zwischen 2016 und 2017 bekam Lindeman in Pihlajakadun tuhmat tädit eine Hauptrolle. Unter anderem trat sie 2021 in Pahan väri auf.
Lindeman hat auch am schwedischsprachigen Wasa Teater in Vaasa gespielt. und als Moderatorin beim zweisprachigen Radio Vaasa gearbeitet.

## Privates
Juli 2016 heiratete Lindeman den Briten Darren McStay. Sie haben einen 2017 geborenen Sohn und eine 2021 geborene Tochter.

## Filmografie
Filme
- 2012: Pronounced Normal
- 2012: Girls, girls, girls
- 2013: Revenge
- 2014: Festen
- 2014: Spanish Hotel
- 2014: Drift

Serien
- 2015–2023: Salatut elämät
- 2016–2017: Pihlajakadun tuhmat tädit
- 2021: Pahan väri